# Stathmodera
Stathmodera is een kevergeslacht uit de familie van de boktorren (Cerambycidae). De wetenschappelijke naam van het geslacht werd voor het eerst geldig gepubliceerd in 1890 door Gahan.

## Soorten
Stathmodera omvat de volgende soorten:
- Stathmodera aethiopica Breuning, 1940
- Stathmodera conradti Breuning, 1960
- Stathmodera flavescens Breuning, 1940
- Stathmodera grisea (Breuning, 1939)
- Stathmodera lineata Gahan, 1890
- Stathmodera minima Breuning, 1960
- Stathmodera pusilla Aurivillius, 1907
- Stathmodera subvittata Breuning, 1981
- Stathmodera truncata (Fairmaire, 1896)
- Stathmodera unicolor Breuning, 1960
- Stathmodera vittata Breuning, 1940
- Stathmodera wagneri Adlbauer, 2006